# تاغبيلاران
تاغبيلاران (بالإنجليزية: Tagbilaran) هي مدينة تقع في الفلبين في بوهول. يقدر عدد سكانها 36.50 كم2 .

## المناخ
يظهر الجدول التالي التغييرات المناخية على مدار السنة لتاغبيلاران:
| البيانات المناخية لـتاغبيلاران    | البيانات المناخية لـتاغبيلاران | البيانات المناخية لـتاغبيلاران | البيانات المناخية لـتاغبيلاران | البيانات المناخية لـتاغبيلاران | البيانات المناخية لـتاغبيلاران | البيانات المناخية لـتاغبيلاران | البيانات المناخية لـتاغبيلاران | البيانات المناخية لـتاغبيلاران | البيانات المناخية لـتاغبيلاران | البيانات المناخية لـتاغبيلاران | البيانات المناخية لـتاغبيلاران | البيانات المناخية لـتاغبيلاران | البيانات المناخية لـتاغبيلاران |
| الشهر                             | يناير                          | فبراير                         | مارس                           | أبريل                          | مايو                           | يونيو                          | يوليو                          | أغسطس                          | سبتمبر                         | أكتوبر                         | نوفمبر                         | ديسمبر                         | المعدل السنوي                  |
| --------------------------------- | ------------------------------ | ------------------------------ | ------------------------------ | ------------------------------ | ------------------------------ | ------------------------------ | ------------------------------ | ------------------------------ | ------------------------------ | ------------------------------ | ------------------------------ | ------------------------------ | ------------------------------ |
| متوسط درجة الحرارة الكبرى °م (°ف) | 31.1 (88.0)                    | 31.6 (88.9)                    | 32.4 (90.3)                    | 33.3 (91.9)                    | 33.5 (92.3)                    | 32.9 (91.2)                    | 32.5 (90.5)                    | 32.8 (91.0)                    | 32.8 (91.0)                    | 32.4 (90.3)                    | 32.0 (89.6)                    | 31.4 (88.5)                    | 32.4 (90.3)                    |
| المتوسط اليومي °م (°ف)            | 26.8 (80.2)                    | 27.1 (80.8)                    | 27.6 (81.7)                    | 28.5 (83.3)                    | 29.0 (84.2)                    | 28.7 (83.7)                    | 28.4 (83.1)                    | 28.7 (83.7)                    | 28.6 (83.5)                    | 28.2 (82.8)                    | 27.8 (82.0)                    | 27.2 (81.0)                    | 28.0 (82.4)                    |
| متوسط درجة الحرارة الصغرى °م (°ف) | 22.6 (72.7)                    | 22.5 (72.5)                    | 22.8 (73.0)                    | 23.6 (74.5)                    | 24.4 (75.9)                    | 24.4 (75.9)                    | 24.3 (75.7)                    | 24.5 (76.1)                    | 24.4 (75.9)                    | 24.0 (75.2)                    | 23.6 (74.5)                    | 23.0 (73.4)                    | 23.7 (74.7)                    |
| معدل هطول الأمطار مم (إنش)        | 101.0 (3.98)                   | 79.6 (3.13)                    | 76.6 (3.02)                    | 67.5 (2.66)                    | 81.5 (3.21)                    | 128.2 (5.05)                   | 126.7 (4.99)                   | 116.3 (4.58)                   | 126.5 (4.98)                   | 176.3 (6.94)                   | 178.9 (7.04)                   | 153.6 (6.05)                   | 1٬412٫6 (55.61)                |
| متوسط الأيام الممطرة (≥ 0.1 mm)   | 14                             | 11                             | 11                             | 9                              | 10                             | 15                             | 15                             | 13                             | 14                             | 18                             | 18                             | 16                             | 164                            |
| متوسط الرطوبة النسبية (%)         | 83                             | 81                             | 79                             | 78                             | 79                             | 81                             | 82                             | 80                             | 81                             | 83                             | 85                             | 84                             | 81                             |
| المصدر: PAGASA                    |                                |                                |                                |                                |                                |                                |                                |                                |                                |                                |                                |                                |                                |

## أعلام
- سيزار أمونسوت
- دان ليم
- جيمس براون